# Makahové

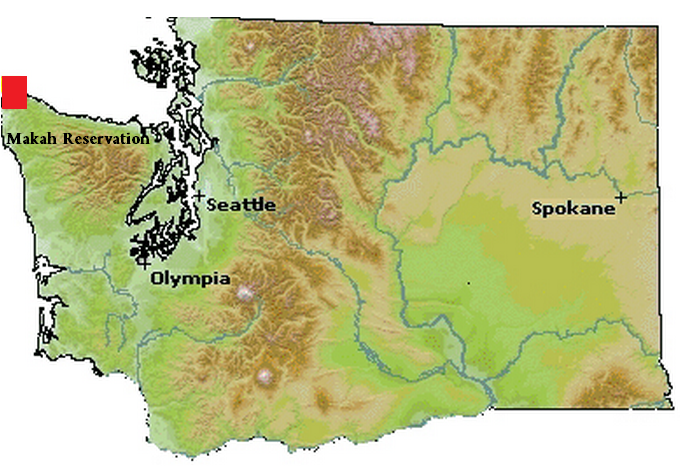
Lokalita rezervace Makahů

Makahové jsou severoamerický indiánský kmen z nejzazšího výběžku severozápadu Spojených států (stát Washington). Kmen Makahů žije okolo městečka Neah Bay, malé rybářské osady situované tam, kde se úžina Juan de Fuca spojuje s Tichým oceánem. Jejich rezervace se nachází na severozápadním cípu Olympijského poloostrova a zahrnuje i ostrov Tatoosh. Mahahové nazývají sami sebe „Kwih-dich-chuh-ahtx“, což lze přeložit jako „Lid, který žije mezi skalami a mořskými racky“.

## Historie

### Předkolumbovská Amerika

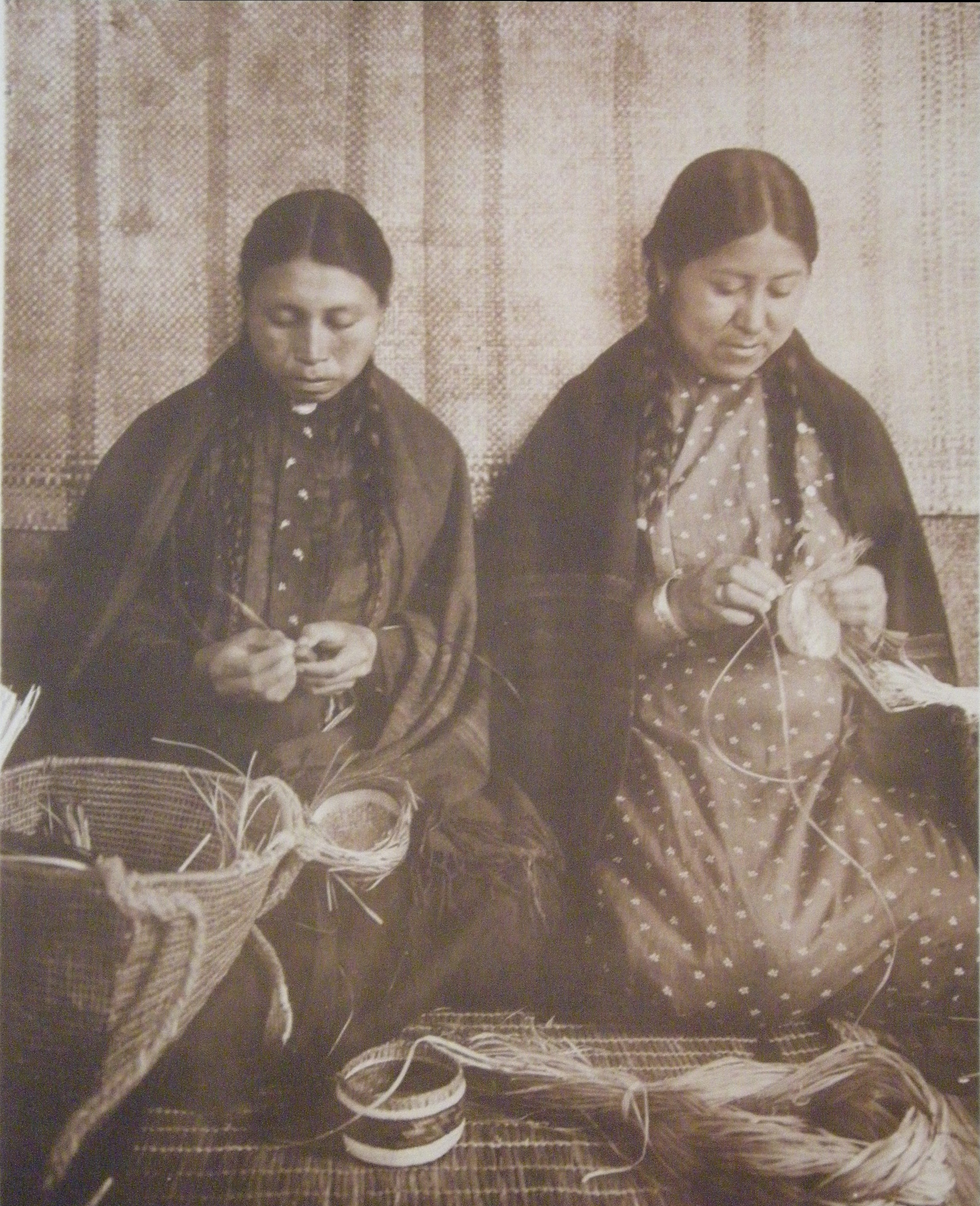
Ženy kmene makahů při pletení košíků, 1910

Díky archeologickému výzkumu bylo zjištěno, že Makahové obývají oblast, kde se dnes nachází městečko Neah Bay více než 3800 let. Původně žili ve vesnicích, kde každá rodina (tzn. všichni příbuzní po matčině linii) obývala velký podlouhlý dům. Obvodové zdi domů byly postaveny z cedrových prken, které bylo možno za účelem větrání či pro větší přístup světla odklopit nebo odstranit. Cedr měl pro Makahy obrovský význam. Jeho kůru využívali na výrobu šatů a pokrývek hlavy, z kořenů zhotovovali košíky a z celých stromů vyráběli kánoe pro lov tuleňů a velryb. Makahové se živili zejména tím, co jim nabízel oceán: velrybím a tulením masem, rybami a různými druhy korýšů. Kromě toho lovili v okolních lesích také srnce, jeleny a medvědy. Většina toho, co o způsobu života lidí kmene Makah víme, je známo díky ústnímu podání, avšak existuje i dostatek archeologických poznatků.

### Epidemie spalniček
Kmen Makahů zdecimovala v roce 1852 epidemie spalniček. Vesnice Biheda zůstala opuštěna.

### Archeologické naleziště Ozette

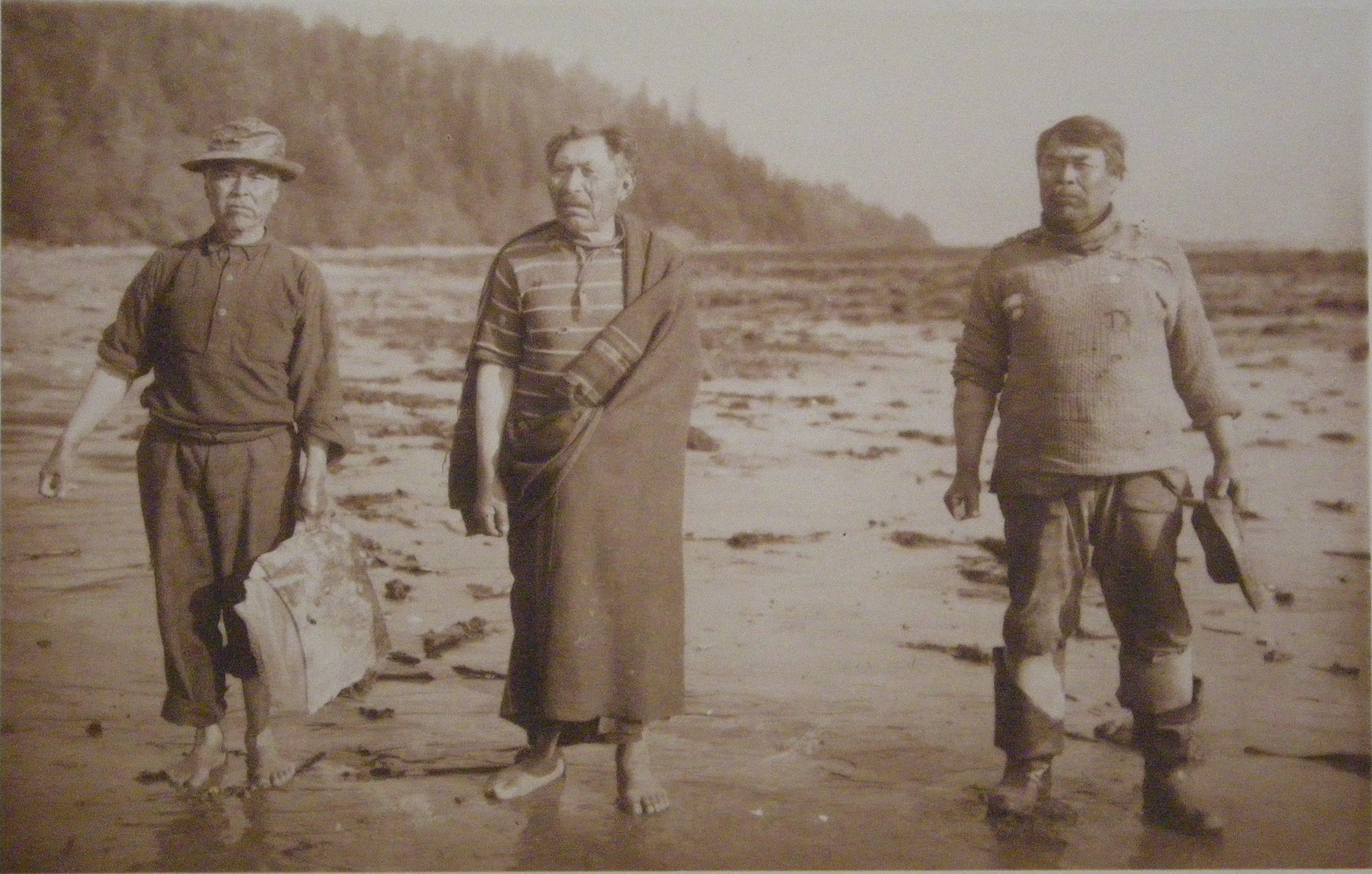
Makahové na pláži, 1910

Na začátku 18. století pohřbil obrovský sesuv bahna vesnici u jezera Ozette. K sesuvu došlo pravděpodobně v noci, aniž by o tom obyvatelé věděli. Díky tomu zůstala celá vesnice zachována ve své původní podobě do dnešních dnů. Výkopové práce odhalily ostatky lidí, kteří v době neštěstí leželi v postelích, nářadí denní potřeby, hračky, mísy a další předměty. Ústní historie Makahů se o tomto sesuvu, jenž pohřbil vesnici u jezera Ozette, rovněž zmiňuje.
První vykopávky v Ozette provedl archeolog Richard Daugherty a jeho tým v letech 1966 a 1967, avšak až do roku 1970 se nevědělo, co se pod zemí skrývá. Únorová bouře téhož roku a následné řádění rozbouřeného oceánu odkrylo stovky zachovalých předmětů. Výkopové práce na nalezišti Ozette začaly krátce nato. Vysokoškolští studenti ze státu Washington pracovali pod vedením archeologů společně s Makahy na odkrytí šesti domů. Aby odstranili nánosy bahna, stříkali na domy vodu pod vysokým tlakem. Výkopové práce trvaly jedenáct let a bylo nalezeno více než 55.000 artefaktů. Většina z nich je vystavena v Kulturním a výzkumném centru Makahů. Muzeum bylo otevřeno roku 1979 a jsou zde k vidění repliky domů z cedrových prken či kánoe na lov velryb, ryb a tuleňů.

### Neahbayská smlouva

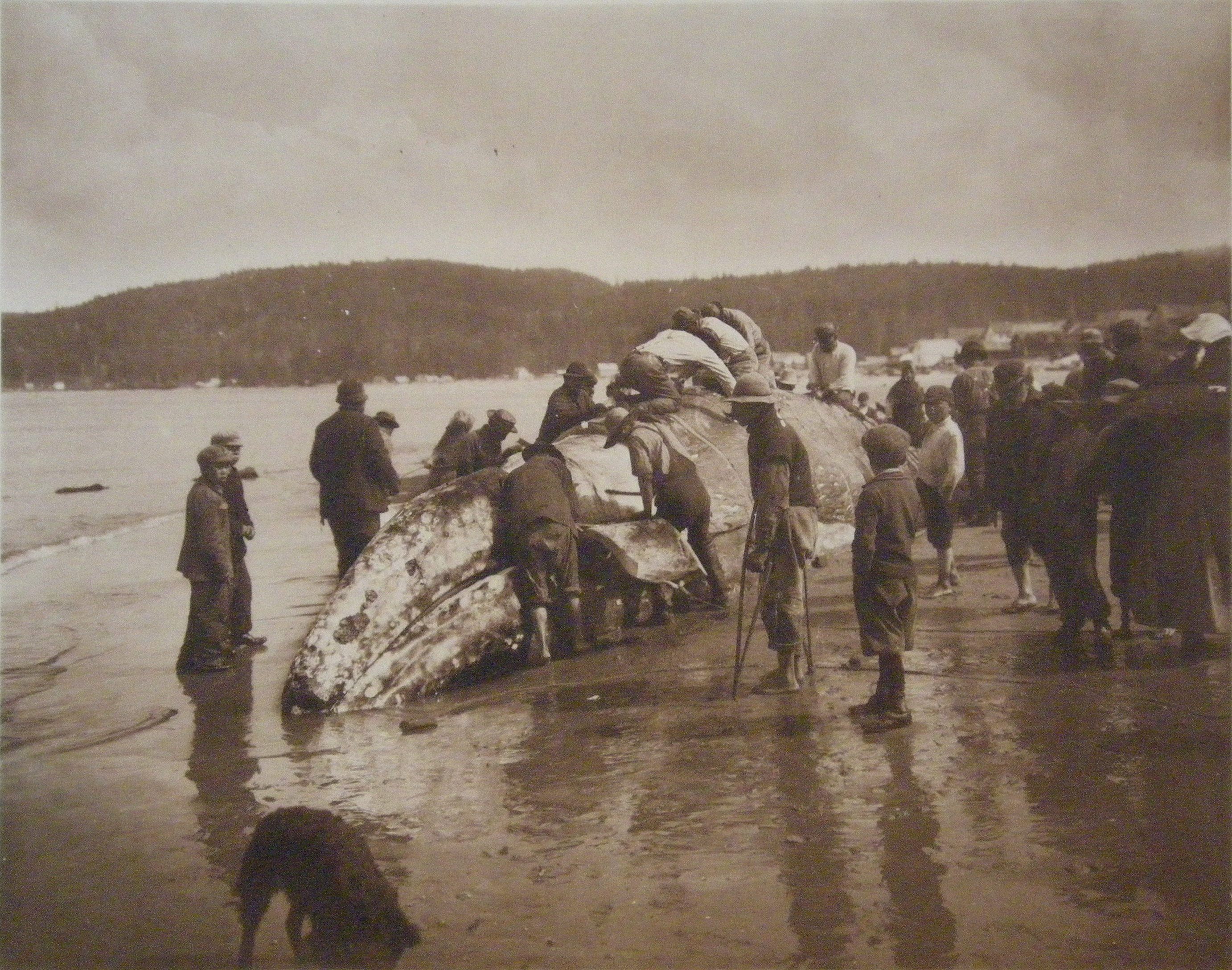
Makahové při lovu, 1910

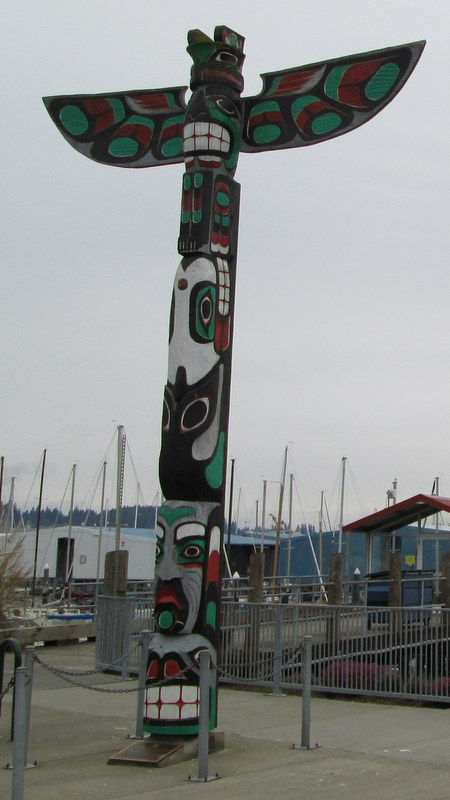
Totem kmene Makahů

31. ledna 1855 podepsali vybraní zástupci kmene Makahů s federální vládou Spojených států tzv. Neahbayskou smlouvu, která znamenala zmenšení původních území kmene do podoby, jakou známe dnes. Smlouva zaručovala vznik Rezervace Makahů (The Makah Reservation) a ponechala příslušníkům kmene právo lovit velryby a tuleně. Jazykem Makahů se při vyjednávání nemluvilo. Americká vláda nazývala Makahy nesprávně, a to slovem z jazyka Salishů, kteří žijí na území Montany. Makah je ve skutečnosti nesprávná výslovnost salishského slova, které znamená „pohostinný“.

## Lov velryb
Historie Makahů vypráví o tom, že tradice lovu velryb byla několikrát přerušena a opět obnovena. Lov ustal ve 20. letech 20. století, kdy byl keporkak a plejtvákovec šedý v důsledku průmyslového lovu velryb kolem pobřeží prakticky vyhuben. Když byl plejtvákovec šedý díky opětovnému populačnímu růstu z listu ohrožených druhů vyškrtnut, rozhodli se Makahové tradiční lov velryb obnovit. Poté, co obdrželi od vlády a Mezinárodní velrybářské komise (IWC) potřebná povolení, ulovili 17. května 1999 jednoho plejtvákovce šedého.

## Současná kultura
V roce 1936 podepsali zástupci kmene Makahů kmenovou ústavu, která znamenala přijetí Indiánského reorganizačního zákona (Indian Reorganization Act) a ustavení zvolené kmenové vlády. Ústava stanovuje pětičlennou kmenovou radu, která si každý rok volí svého předsedu. Rada vytváří a schvaluje zákony týkající se rezervace.
Při kmenovém sčítání roku 1999 bylo zjištěno, že kmen Makahů má 1214 registrovaných členů, ačkoli na území rezervace jich žije jen 1079. Průměrná míra nezaměstnanosti činí přibližně 51%.
Makahové každoročně pořádají festival s názvem Dny Makahů, který připadá na konec srpna. Koná se velký průvod, pořádají se pouliční trhy stejně jako závody na kánoích či tradiční hry, zpívá se, tančí, hoduje a vše nakonec završí ohňostroj.
V dnešní době je největším zdrojem příjmů pro členy kmene rybolov. Makahové loví lososy, platýse, štikozubce a další mořské ryby.